# Palanquín
En náutica, el Palanquín se refiere a varios tipos de aparejuelos:

### Por su forma
1. Palanquín de rabiza: es el aparejuelo cuyo moton tiene una rabiza en lugar de gancho, para coserlo o afirmarlo donde este no pueda obrar o enganchar.

### En vela
1. Palanquín: es el cabo doble, o llámese aparejo, que sirve para cargar los puños de las dos velas mayores; esto es, la mayor y el trinquete. Es digámoslo así, como el chafaldete en las gavias. (fr. Cargue-point; ing. Clue garnet; it. Sagola).
2. Palanquín de amante de rizos: es el aparejuelo que se da a los amantes de rizos para cobrarlos con más facilidad. (ing. Reef tackle).

### Para cañón con cureña
1. Palanquín de amante de porta: es el aparejuelo hecho firme en el extremo interior del amante de una porta, por cuyo medio se aumenta la fuerza de este al izarla o levantarla. (Gunport tackle).
2. Palanquín: es el aparejuelo con que se maneja y se trinca y sujeta el cañón al costado por cada lado de la cureña. (ing. Outhaul tackle, Gun tackle).
3. Palanquín de retenida (Tercio palanco): es el de la última clase definida con que se mete el cañón para adentro, y se sujeta la cureña por el eje trasero a una argolla de la cubierta en la crujía, mientras la pieza se conserva en esta disposición y cuando se vuelve a poner en batería, para que no vaya de golpe. Fernández (Maniobra) le llama Tercio palanco. (ing. Inhaul tackle, Train tackle).

## Expresiones relacionadas
- Hacer palanquín: frase antigua. Suspender la relinga del pujamen de la vela mayor cuanto baste para que el timonel vea la proa, y la gente pase por debajo, cuando se va a viento largo. De acuerdo con el Doctor Diego García de Palacios (Vocabulario de los nombres que usa la gente de mar, Impreso en México en 1587) y el Vocabulario Navaresco del siglo XVI.